# Kumamoto
Kumamoto (熊本市, Kumamoto-shi) est une ville japonaise, capitale et ville la plus peuplée de la préfecture de Kumamoto, dans l'ouest de l'île de Kyūshū, sur la côte est de la mer d'Ariake qui la sépare de la préfecture de Nagasaki. C'est aussi la troisième ville la plus peuplée du sud du Japon, après Fukuoka et Kitakyūshū.

## Géographie

### Situation
La ville de Kumamoto est située dans l'ouest de l'île de Kyūshū (préfecture de Kumamoto), sur la côte est de la mer d'Ariake qui la sépare de la préfecture de Nagasaki, au Japon.

### Démographie
En 2017, la population de Kumamoto était de 737 812 habitants, répartis sur une superficie de 389,53 km2. Cependant, avec plus de 1,4 million d'habitants, l'agglomération de Kumamoto est l'une des vingt plus grandes du Japon.

### Divisions administratives
La ville comporte cinq arrondissements : Kita (nord), Higashi (est), Minami (sud), Nishi (ouest) et Chūō (centre).

### Climat
Comme le reste du Japon, Kumamoto connait quatre saisons bien distinctes. En été, la région profite des températures subtropicales et connait de fortes pluies au mois de juin.
| Mois                                             | jan.      | fév.      | mars      | avril     | mai       | juin      | jui.      | août      | sep.     | oct.      | nov.      | déc.      | année     |
| ------------------------------------------------ | --------- | --------- | --------- | --------- | --------- | --------- | --------- | --------- | -------- | --------- | --------- | --------- | --------- |
| Température minimale moyenne (°C)                | 1,6       | 2,6       | 5,9       | 10,6      | 15,6      | 20,2      | 24,2      | 24,8      | 21,2     | 14,9      | 8,8       | 3,4       | 12,8      |
| Température moyenne (°C)                         | 6         | 7,4       | 10,9      | 15,8      | 20,5      | 23,7      | 27,5      | 28,4      | 25,2     | 19,6      | 13,5      | 8         | 17,2      |
| Température maximale moyenne (°C)                | 10,7      | 12,4      | 16,1      | 21,4      | 26        | 28,1      | 31,8      | 33,3      | 30,1     | 25        | 18,8      | 12,9      | 22,2      |
| Record de froid (°C) date du record              | −9,2 1904 | −9,2 1929 | −6,9 1901 | −2,5 1972 | 1,3 1909  | 7,1 1893  | 14,3 1910 | 15,3 1915 | 6,7 1930 | 0,5 1942  | −3,8 1924 | −7,9 1917 | −9,2 1929 |
| Record de chaleur (°C) date du record            | 22,5 1911 | 26,4 1912 | 27,4 1948 | 30,7 1998 | 34,4 2000 | 36,1 2004 | 38,8 1994 | 38,5 2013 | 37 2010  | 33,7 2005 | 28,9 1909 | 24,6 1936 | 38,8 1994 |
| Ensoleillement (h)                               | 133       | 141,1     | 169,6     | 184       | 194,3     | 130,8     | 176,7     | 206       | 176,4    | 187,1     | 153,7     | 143,4     | 1 996,1   |
| Précipitations (mm)                              | 57,2      | 83,2      | 124,8     | 144,9     | 160,9     | 448,5     | 386,8     | 195,4     | 172,6    | 87,1      | 84,4      | 61,2      | 2 007     |
| dont neige (cm)                                  | 1         | 0         | 0         | 0         | 0         | 0         | 0         | 0         | 0        | 0         | 0         | 0         | 1         |
| Nombre de jours avec précipitations              | 6,5       | 7,8       | 10,4      | 9,4       | 9,2       | 14,1      | 12,3      | 10,2      | 9,3      | 6,5       | 7,3       | 6,9       | 110,1     |
| dont nombre de jours avec précipitations ≥ 10 mm | 2,2       | 3,2       | 4,4       | 4,6       | 4,4       | 9         | 7,5       | 4,8       | 4,7      | 2,7       | 2,8       | 2,3       | 52,5      |
| Humidité relative (%)                            | 70        | 67        | 66        | 65        | 67        | 76        | 76        | 72        | 71       | 69        | 72        | 71        | 70        |
| Nombre de jours avec neige                       | 0,3       | 0,1       | 0         | 0         | 0         | 0         | 0         | 0         | 0        | 0         | 0         | 0,2       | 0,5       |

| Diagramme climatique                                  |             |              |               |             |               |               |               |               |            |             |             |
| J                                                     | F           | M            | A             | M           | J             | J             | A             | S             | O          | N           | D           |
| 10,71,657,2                                           | 12,42,683,2 | 16,15,9124,8 | 21,410,6144,9 | 2615,6160,9 | 28,120,2448,5 | 31,824,2386,8 | 33,324,8195,4 | 30,121,2172,6 | 2514,987,1 | 18,88,884,4 | 12,93,461,2 |
| Moyennes : • Temp. maxi et mini °C • Précipitation mm |             |              |               |             |               |               |               |               |            |             |             |

## Histoire

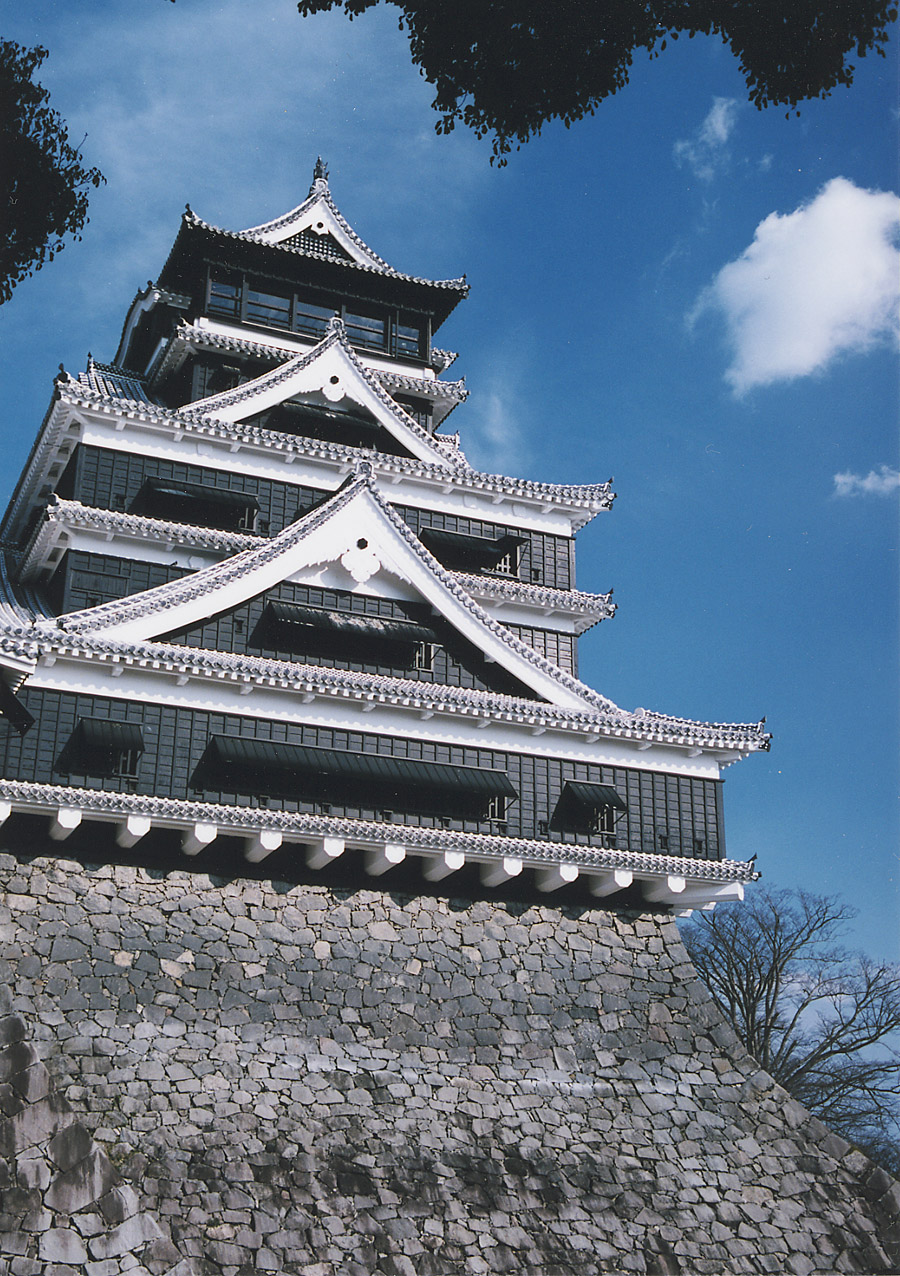
Château de Kumamoto.

Localisation dans la préfecture.

Kiyomasa Katō, un contemporain de Toyotomi Hideyoshi, obtint le grade de daimyo de la province de Higo en 1588. Il fit alors construire le château de Kumamoto. Grâce à ses nombreuses innovations en matière de défense, ce château fut réputé imprenable. À la mort de Kiyomasa, son fils Tadahiro prit sa succession. Mais en 1633, Tokugawa Ieyasu lui enleva son grade de daimyo pour le donner au clan Hosokawa. 
Miyamoto Musashi originaire d'Ōhara-chō (province de Mimasaka) vécut la dernière partie de sa vie à Kumamoto et se lia avec le daimyo Hosokawa. La caverne Reigandō « la grotte de l'esprit du Roc », où il est dit avoir médité et rédigé le Livre des cinq anneaux est située dans ses environs. 
La ville de Kumamoto est officiellement fondée le 1er avril 1889.
Pendant la Seconde Guerre mondiale, en 1945, la ville fut la cible d'un violent raid aérien qui l'endommagea fortement.
Kumamoto, ainsi que la région environnante, ont été les victimes de différents séismes, dont le séisme de Kumamoto de 1889 (en)qui a provoqué la mort de cinq personnes dans la ville. Elle a peu souffert du violent séisme du 11 mars 2011 dont l’épicentre était très éloigné, mais a été atteinte par une série de séismes et de répliques le 14 avril 2016, avec une magnitude supérieure à 7.
Le 1er février 1991, les villes d'Akita, Kawachi, Tenmei et Hokubu, issues du district de Hōtaku (en)fusionnent au sein de Kumamoto. Le 6 octobre 2008, la ville de Tomiai (district de Shimomashiki) rejoint les précédentes. Et le 23 mars 2010, la ville de Jōnan (district de Shimomashiki) et la ville d'Ueki (district de Kamoto (en)) sont integrées à Kumamoto.

## Culture locale et patrimoine

### Patrimoine architectural
- Château de Kumamoto ;
- Honmyō-ji ;
- le musée de l'art Shimada ;
- Reigandō ;
- trois des six maisons de Natsume Soseki, qui habita et enseigna à Kumamoto entre 1896 et 1900. La cinquième est un musée qui se visite[6].

### Patrimoine naturel

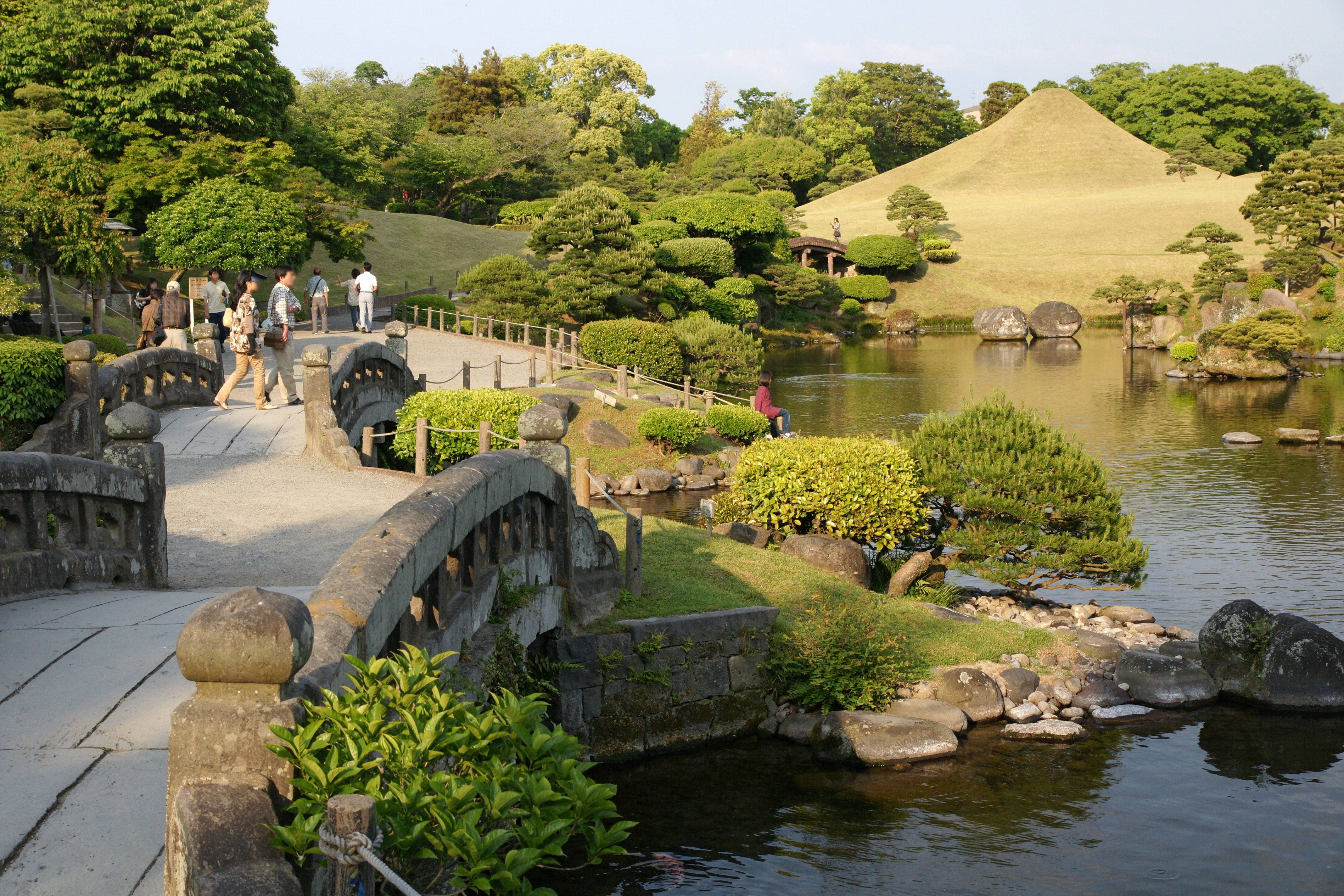
Suizen-ji Jōju-en.

Kumamoto abrite le Suizen-ji Jōju-en, un jardin japonais de style tsukiyama voisin du temple Suizen, à environ trois kilomètres au sud-est du château de Kumamoto. Hosokawa Tadatoshi en a débuté l'élaboration en 1636. Le temple bouddhiste aujourd'hui disparu appelé Suizen-ji, abrite désormais un sanctuaire Izumi où les membres de la famille Hosokawa sont vénérés.

### Gastronomie

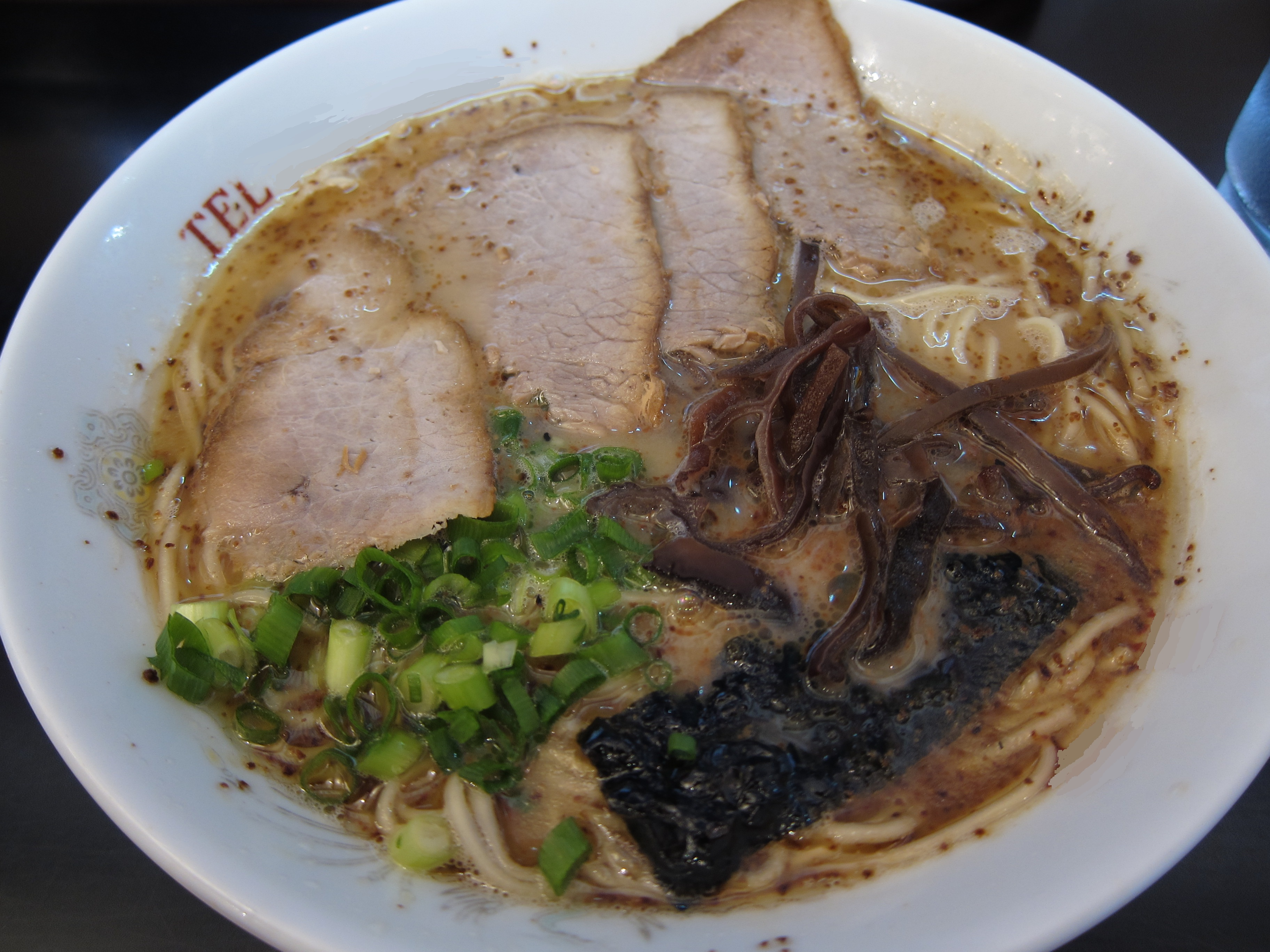
Rāmen de Kumamoto.

- Rāmen de Kumamoto (ja), rāmen typique de la ville qui se caractérise par son bouillon à l'ail et aux os de porc.
- Karashi renkon (ja) (racines de lotus farcies de moutarde et frits)
- Taipi-en
- Kuma shochu (boisson alcoolisée à base de riz)
- Basashi (sashimi de cheval)

## Transports
La ville est desservie par l'aéroport de Kumamoto situé sur le bourg limitrophe de Mashiki.
La gare de Kumamoto est desservie par la ligne Shinkansen Kyūshū ainsi que par les lignes Kagoshima et Hōhi de la JR Kyushu. Kumamoto est également desservie par la compagnie privée Kumamotodentetsu avec les lignes Kikuchi et Fujisaki.
La ville possède également un réseau de tramway géré par le Bureau des Transports de la ville de Kumamoto. Le réseau comporte deux lignes et 35 stations.
Depuis l'arrêt des bus municipaux en 2015, seules des compagnies privées exploitent les lignes de bus :
- Kumamoto Toshi Bus ;
- Kyushu Sanko Bus ;
- Kumamotodentetsu ;
- Kumamoto Bus.

## Sport
Le club de football Roasso Kumamoto évolue en J.League.
Chaque année, depuis 2012, la ville de Kumamoto organise le Kumamoto Castle Marathon (熊本城マラソン, Kumamoto-jō Marason).

## Éducation
Le principal centre éducatif de la ville est l'université nationale de Kumamoto, fondée en 1949. Le lycée rattaché à l'université privée Kumamoto Gakuen est aussi très réputé dans la préfecture.

## Jumelages
La ville de Kumamoto est jumelée avec :
- Aix-en-Provence (France)
- Dijon (France)
- Heidelberg (Allemagne)
- Guilin (Chine)
- San Antonio (États-Unis)

## Symboles municipaux
L'arbre symbolisant la ville de Kumamoto est le gingko, sa fleur symbole est le camélia de Higo et son oiseau symbole la mésange charbonnière.